# Rincón del Escobal
Rincón del Escobal är en ort i Mexiko.   Den ligger i kommunen Hidalgo och delstaten Michoacán de Ocampo, i den södra delen av landet, 170 km väster om huvudstaden Mexico City. Rincón del Escobal ligger 2 230 meter över havet och antalet invånare är 105.
Terrängen runt Rincón del Escobal är huvudsakligen kuperad, men åt sydväst är den bergig. Rincón del Escobal ligger nere i en dal. Runt Rincón del Escobal är det ganska tätbefolkat, med 90 invånare per kvadratkilometer. Närmaste större samhälle är Ciudad Hidalgo, 16,9 km öster om Rincón del Escobal. I omgivningarna runt Rincón del Escobal växer huvudsakligen savannskog.